# Buick Rainier
La Rainer è stato un SUV mid-size prodotto dalla Buick dal 2004 al 2007.

## Storia
È stata introdotta nel 2004 per sostituire la Oldsmobile Bravada, il cui marchio era stato soppresso nell'anno citato. La Rainer è stato il primo veicolo con queste caratteristiche prodotto dalla Buick dagli anni venti. Infatti, la simile Rendezvous, introdotta nel 2002,  era considerata come light truck, mentre la Rainer faceva parte della categoria dei truck. La Rainer è stata la prima Buick ad avere un telaio separato associato ad un motore V8 dopo la Roadster del 1996. Inoltre, sempre dopo quest'ultima, la Rainer è stata la prima Buick ad essere a trazione posteriore. La Rainer era disponibile in configurazione a cinque posti, e fu una dei soli quattro SUV su base GMT360 ad offrire tale configurazione accoppiata ad un motore V8. Gli altri modelli furono il GMC Envoy Denali, il Saab 9-7X 5.3i, ed il Chevrolet TrailBlazer LT e SS. La Rainer aveva montato un cambio automatico a quattro rapporti.
La Rainer era disponibile sia in versione a trazione posteriore che in versione a trazione integrale. Il motore era montato anteriormente. Tra i livelli di allestimento era offerto il CXL, che comprendeva un migliore impianto Bose e l'XM Satellite Radio.
Molte caratteristiche della Rainer derivavano direttamente dalla Oldsmobile Bravada, anche se il frontale fu disegnato in modo tale da ricordare la linea di modelli Buick.

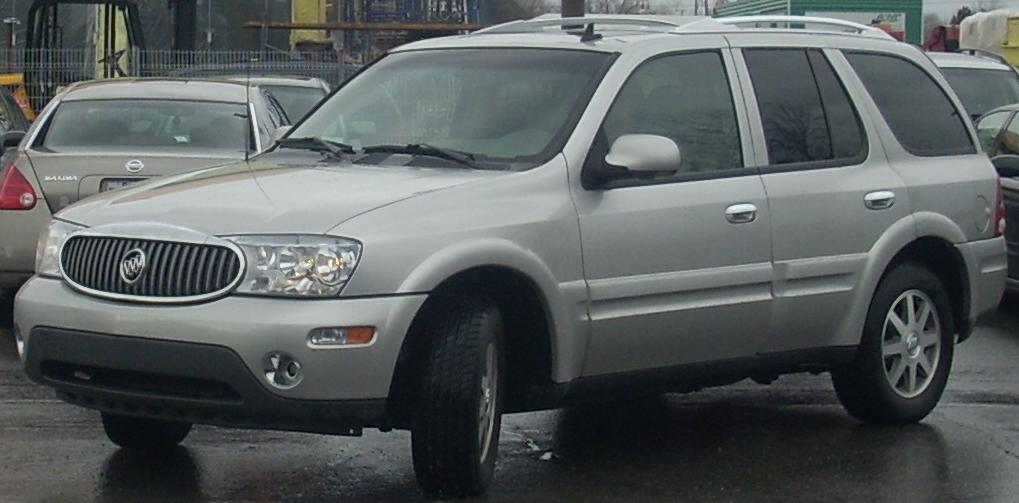
Una Buick Rainier prodotta dal 2006 al 2007

La Buick debuttò anche con il sistema di isolamento acustico QuietTuning. Questo sistema prevedeva triple guarnizioni per le portiere, vetri isolanti, oltre che parafiamma e cofano motore rivestiti in materiale fonoassorbente di maggior spessore.
La Rainer, la crossover SUV Rendezvous e la monovolume Terraza sono state sostituite nel 2008 dalla Enclave, che è un modello basato sul pianale Lambda della General Motors il quale ha posto fine, ancora una volta, alle Buick a trazione posteriore. Invece i modelli omologhi alla Rainer, cioè la Chevrolet TrailBlazer, la GMC Envoy, e la Saab 9-7X furono tolti dal mercato l'anno successivo. L'ultimo esemplare di questi modelli uscì dalle catene di montaggio il 23 dicembre 2008, in occasione della chiusura dello stabilimento di Moraine, dove si produceva anche la Rainer.
L'Insurance Institute for Highway Safety diede il giudizio di Marginal per i crash test frontali eseguiti su delle Rainer del 2004, mentre per quanto riguarda gli esemplari del 2005 e degli anni seguenti, il giudizio fu Acceptable. In riferimento invece agli impatti laterali, i modelli dotati di airbag laterali ricevettero un giudizio di Marginal.

## Motori
- 2004–2007: LL8 a sei cilindri in linea da 4,2 L di cilindrata
- 2004–2007: 5300 V8 da 5,3 L

## Il richiamo di esemplari
La General Motors e la Isuzu hanno richiamato nel 2012 più di 258.000 SUV negli Stati Uniti ed in Canada a causa di cortocircuiti nei dispositivi elettrici degli alzacristalli e della chiusura centralizzata, che potevano originare degli incendi. I richiami hanno coinvolto esemplari di Buick Rainier, Chevrolet TrailBlazer, GMC Envoy, Isuzu Ascender e Saab 9-7X prodotti nel 2006 e nel 2007.